# Liparis auriculata
Liparis auriculata là một loài thực vật có hoa trong họ Lan. Loài này được Blume ex Miq. mô tả khoa học đầu tiên năm 1866.